# Bureau County
Bureau County je okres na severu státu Illinois ve Spojených státech amerických. K roku 2010 zde žilo 34 978 obyvatel, což znamenalo pokles o 1,5 % od předchozího sčítání obyvatel v roce 2000, kdy jich zde žilo 35 503.[zdroj?] Správním městem okresu je Princeton, které je rovněž se svými 7 660 obyvateli jeho nejlidnatějším městem. Celková rozloha okresu činí 2 262 km², z toho 0,51 % zabírají vodní plochy.[zdroj?]

## Historie
Okres vznikl odtržením od okresu Putnam County v roce 1937 a pojmenován byl podle Michela nebo Pierre Bureau.

## Sousední okresy
| Růžice kompasu | Whiteside County | Lee County      |                | Růžice kompasu |
| Růžice kompasu | Henry County     | Sever           | LaSalle County | Růžice kompasu |
| Růžice kompasu | Henry County     | Bureau County   | LaSalle County | Růžice kompasu |
| Růžice kompasu | Henry County     | Jih             | LaSalle County | Růžice kompasu |
| Růžice kompasu | Stark County     | Marshall County | Putnam County  | Růžice kompasu |